# Климке, Райнер
Ра́йнер Кли́мке (нем. Reiner Klimke; 14 января 1936, Мюнстер — 17 августа 1999, Мюнстер, Северный Рейн-Вестфалия) — немецкий конник, выступавший в выездке, доктор права. Шестикратный олимпийский чемпион, шестикратный чемпион мира, восьмикратный чемпион Европы. Обладатель наибольшего числа золотых олимпийских медалей среди всех немецких спортсменов-мужчин. Последний на данный момент мужчина, победивший в личной выездке на Олимпийских играх (в 1988—2024 годах 10 раз подряд побеждали только женщины). Знаменосец сборной ФРГ на Олимпийских играх 1988 года в Сеуле.
Климке становился олимпийским чемпионом на трёх разных жеребцах:
- Дюкс (англ. Dux) — 1964 и 1968 (оба раза — командное первенство)
- Мехмед (англ. Mehmed) — 1976 (командное первенство)
- Алерих (англ. Ahlerich) — 1984 (личное и командное первенство) и 1988 (командное первенство)

Климке выигрывал золотые олимпийские медали на протяжении 24 лет с 1964 по 1988 годы на каждой Олимпиаде, в которой участвовал. При этом он пропустил Игры 1972 и 1980 годов, на которых вполне мог рассчитывать на пополнение своей коллекции наград.
Золотые медали чемпионатов мира по выездке:
- 1966 — командное первенство
- 1974 — личное и командное первенства
- 1982 — личное и командное первенства
- 1986 — командное первенство

Надо отметить, что чемпионаты мира по выездке проводятся раз в 4 года и по престижности практически равны Олимпийским играм.
В 1988 году Климке был награждён Серебряным Олимпийским орденом.
Скончался в 1999 году в возрасте 63 лет от сердечного приступа в родном Мюнстере.
На Олимпийских играх 2008 года в Пекине дочь Райнера Климке Ингрид (род. 1968) стала олимпийской чемпионкой в командном троеборье в составе сборной Германии. Через 4 года в Лондоне Ингрид вновь победила в командном троеборье. Ингрид выступает и в выездке, но не добилась в ней таких успехов, как в троеборье.
Автор книг «Выездка молодой спортивной лошади. От воспитания жеребёнка до первого соревнования» (нем. Grundausbildung des jungen Reitpferdes. Von der Fohlenerziehung bis zum ersten Turnierstart) и «Кавалетти. Выездка и прыжки» (нем. Cavaletti. Dressur und Springen). Вторая книга написана в соавторстве с дочерью Ингрид.